# Kankara
Kankara est une zone de gouvernement local de l'État de Katsina au Nigeria,.

## Géographie
La zone de Kankara s'étend sur 1 462 km2 dans le sud-ouest de l'État. Son centre est situé à environ 150 kilomètres au sud de Katsina.

## Histoire
Le 11 décembre 2020, plus de 300 garçons, élève d'un lycée de Kankara sont enlevés par des hommes armés de fusils d'assaut venus à moto. L'action est revendiquée par le groupe terroriste Boko Haram.